# Eizingen
Eizingen ou Eisingen, est une localité de la province belge du Brabant flamand. Il est situé à Buizingen, une section de la ville de Hal. Eizingen est situé à environ un demi-kilomètre au nord-est du centre de Buizingen.

## Histoire
Le lieu Eizingen est mentionné dès 1236. Le village est situé près de la Senne, juste au nord-ouest de Buizingen. L'église et la paroisse d'Eizingen étaient dédiées à saint Amand. Le village est nommé Eyssinghen sur la carte Ferraris des années 1770.
A la fin de l'ancien régime, Eizingen devient une commune. Cependant, le lieu perdit peu à peu son indépendance administrative et paroissiale. En 1798, le cimetière d'Eizingen disparut et en 1801, c'est la paroisse qui fusionne avec celle de Buizingen. En 1813, la commune d'Eizingen fut également supprimée et fut fusionné à Buizingen.
L'église d'Eisingen est démolie en 1838, lorsque le centre du village doit faire place à la construction de la voie ferrée Bruxelles-Hal. Le village a disparu sous le remblai de la voie ferrée. Au cours du XXe siècle, la zone autrefois rurale autour d'Eizingen a été reconstruite et est devenu une zone résidentielle.